# Henry Herbert (6e comte de Carnarvon)
Pour les articles homonymes, voir Henry Herbert et Herbert.
Henry George Alfred Marius Victor Francis Herbert, 6e comte de Carnarvon (7 novembre 1898 - 22 septembre 1987) est un pair britannique. Il est le fils de George Herbert, 5e comte de Carnarvon et d'Almina Wombwell, dont le père biologique est peut-être le banquier Alfred de Rothschild.

## La vie
Titré Lord Porchester depuis sa naissance, il hérite du comté de Carnarvon à la mort en 1923 de son père - qui finançait l'archéologue Howard Carter lorsqu'il a découvert la tombe de Toutankhamon. Il fait ses études au collège d'Eton puis à Rugby. Le 6e comte attribue la mort de son père à la « malédiction de Toutankhamon », affirmant qu'au moment où son père est mort le 5 avril en Égypte, le chien de la famille a hurlé et est mort au Château de Highclere, le siège de la famille. Dans ses mémoires, il décrit une éducation sans amour de ses parents. Après la mort de son père, il devient responsable de l'entretien du château de Highclere tandis que sa mère lui refuse un héritage. Elle ne s'est remariée que huit mois après la mort de son premier mari.
Il a une sœur cadette, Evelyn Beauchamp.

## Mariages et enfants
Henry Herbert, 6e comte de Carnarvon, épouse Anne Catherine Tredick Wendell, de New York, le 17 juillet 1922 et ils divorcent en 1936. Ils ont deux enfants:
- Henry Herbert (7e comte de Carnarvon) (19 janvier 1924 - 11 septembre 2001). Il épouse Jean Margaret Wallop, fille d'Oliver Malcolm Wallop et Jean Moore, le 7 janvier 1956. Ils ont trois enfants:
  - George Herbert (8e comte de Carnarvon) (10 novembre 1956)
  - Henry "Harry" Herbert (2 mars 1959)
  - Carolyn Herbert (27 janvier 1962).
- Anne Penelope Marian Herbert (3 mars 1925 - 1990). Elle épouse son cousin, le capitaine Reinier Gerrit Anton van der Woude, fils de RAG van der Worse et sa femme Mary Wendell, fille du professeur de Harvard Barrett Wendell, le 21 avril 1945. Ils ont trois enfants:
  - Michael Gerrit van der Woude (25 mars 1946 - 14 janvier 2008)
  - David Anthony van der Woude (7 novembre 1947)
  - Penelope Catherine Mary van der Woude (19 août 1952 - 1978).

Après son divorce d'avec Catherine, Lord Carnarvon épouse la danseuse autrichienne Tilly Losch le 1er septembre 1939. Ils divorcent en 1947.
Sa notice nécrologique de Hugh Massingberd le décrit comme un «homme à femmes direct sans compromis».

## Publications
Tard dans la vie, il publie deux livres de mémoires:
- No Regrets: Memoirs of the Earl of Carnarvon (1976) Weidenfeld and Nicolson.
- Ermine Tales: More Memoirs of the Earl of Carnarvon (1980) Weidenfeld and Nicolson.